# نيفين علوبة
نيفين علوبة (1955 -) هي سوبرانو مصرية، هي أول سوبرانو مصرية تغني على خشبة المسرح الكبير عند افتتاح دار الأوبرا المصرية الجديدة عام 1988. ومن أبرز أعمالها الأوبرالية «زواج فيجارو» و«غادة الكاميليا»، وفى عام 2014 أشرفت على تقديم المسرحية الغنائية (Les Miserables) «البؤساء» على المسرح.

## حياتها ونشأتها
سافرت "علوبة" إلى ألمانيا لدراسة الغناء الأوبرالي، وتعلّمت على يد أحد الأساتذة الكبار هناك وهو (بالإنجليزية: Entesyn)‏، وهو ما أثر في شخصيتها من حيث المواعيد المنضبطة. التحقت بمعهد الكونسرفتوار، حيث درست الفن والغناء الأوبرالي في جامعة هانوفر للموسيقى والدراما والاعلام وتخرجت من قسم البيانو عام 1978".
حصلت على درجة الدكتوراه في الأوبرا والتربية الصوتية من هانوفر. أسّست في عام 2011 فرقة "فابريكا" التي تهدف إلى تطوير المشهد الفني المصري المعاصر والإنتاج الثقافي.

## مسيرتها
رحلة نيفين علوبة في هذا المجال لم تكن مفروشة بالورد، إذ واجهت الكثير من التحديات، وتحكي قائلة:
.

### حياتها المهنية الدولية
نيفين علوبة هي أستاذة الصوت في الجامعة الأمريكية، قامت بأدوار رئيسية في عروض أوبرا في هانوفر، وديتمولد، وإيسن، وهامبورغ، وبرلين، وفيينا، وباريس، ولندن، وروما، ودبلن، وعمان، والقاهرة، والإسكندرية.

## جوائز
- منحت السفارة الفرنسية في مصر ممثلة من وزارة الثقافة الفرنسية السوبرانو المصرية نيفين علوبة، وسام الفنون والآداب بدرجة "فارس" عام 2023، تقديراً لما قدمته من جهود مميزة في المشهد الموسيقي المصري.[9]

## وصلات خارجية
نيفين علوبة على موقع IMDb (الإنجليزية)